# アウグストゥス帝によるローマの14行政区

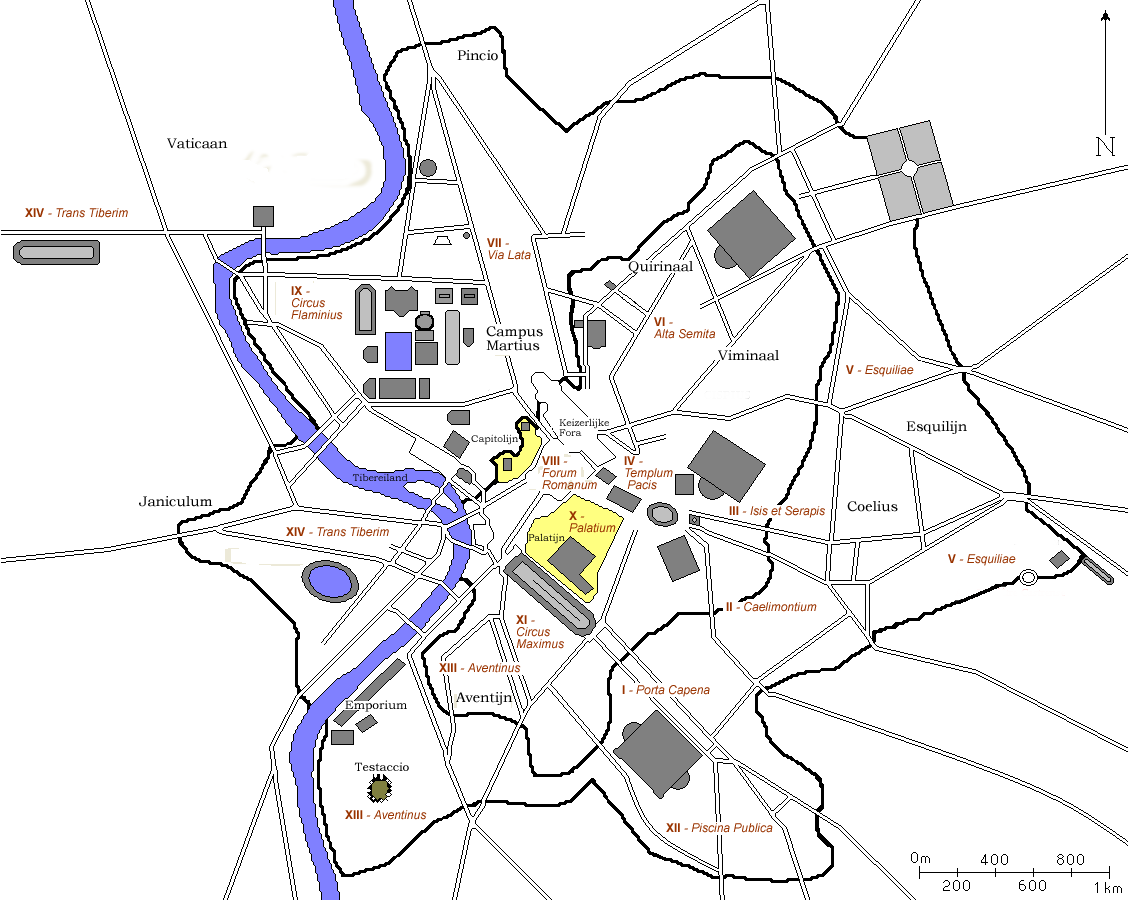
ローマの14行政区

アウグストゥス帝によるローマの14行政区（ラテン語: Regiones Romae antiquae XIV）は、紀元前7年にローマ帝国初代皇帝アウグストゥスが創設した行政区。従前、ポメリウム内外程度の区分けしか無かったローマを14行政区に分割し、各区の行政上の責任を明確にすることを目的とした。

## 14区 一覧
- Regio I: Porta Capena (ポルタ・カペーナ）
- Regio II: Caeliomontium （カエリモンティウム）
- Regio III: Isis et Serapis （イシス・エト・セラピス）
- Regio IV: Templum Pacis （テンプルム・パキス）
- Regio V: Esquiliae （エスクリナエ）
- Regio VI: Alta Semita （アルタ・セミタ）
- Regio VII: Via Lata （ヴィア・ラタ）
- Regio VIII: Forum Romanum （フォルム・ロマヌム）
- Regio IX: Circus Flaminius （キルクス・フラミニウス）
- Regio X: Palatium （パラティウム）
- Regio XI: Circus Maximus （キルクス・マクシムス）
- Regio XII: Piscina Publica （ピスキーナ・プブリカ）
- Regio XIII: Aventinus （アヴェンティヌス）
- Regio XIV: Transtiberim （トランスティベリウム）